# Estérel
Estérel es una localidad con el estatus de ciudad en la provincia de Quebec, Canadá. Está ubicada en el Municipio regional de condado de Les Pays-d'en-Haut y a su vez, en la región administrativa de Laurentides. Hace parte de las circunscripciones electorales de Bertrand a nivel provincial y de Laurentides−Labelle a nivel federal.

## Geografía
Estérel se encuentra ubicada en las coordenadas 46°03′00″N 74°01′00″O / 46.05000, -74.01667. Según Statistics Canada, tiene una superficie total de 12,04 km² y es una de las 1135 municipalidades en las que está dividido administrativamente el territorio de la provincia de Quebec.

## Demografía
Según el censo de 2011, había 199 personas residiendo en esta localidad con una densidad poblacional de 16,5 hab./km². Los datos del censo mostraron que de las 256 personas censadas en 2006, en 2011 hubo una disminución poblacional de 57 habitantes (-22,3%). El número total de inmuebles particulares resultó de 352 con una densidad de 29,24 inmuebles por km². El número total de viviendas particulares que se encontraban ocupadas por residentes habituales fue de 105.